# Кириченко Іван Федорович
Іван Федорович Кириченко (нар. 9 (22) січня 1902, Черкаси — пом. 23 вересня 1981, Москва) — радянський військовик, Герой Радянського Союзу, в роки німецько-радянської війни командир 9-го танкового корпусу 33-й армії 1-го Білоруського фронту, генерал-лейтенант танкових військ.

## Біографія
Народився 9 (22) січня 1902 року в місті Черкаси в селянській родині. Українець. Член ВКП (б) з 1927 року.
Закінчив початкову школу. Працював учнем і робітником у друкарні.
У Червоній Армії з 1919 року. Учасник Громадянської війни. У 1932 році закінчив Ленінградські бронетанкові курси.
У січні 1938 року направлений у спеціальне відрядження до Монголії. Брав участь у боях з японськими мілітаристами на річці Халхин-Гол (Монголія) в 1939 році.
З липня 1940 року — заступник командира 22-го танкового полку 11-ї танкової дивізії 2-го механізованого корпусу Одеського ВО.
Учасник німецько-радянської війни з червня 1941 року. Брав участь в оборонних боях в Україні у складі військ Південного фронту.
З вересня 1941 року — командир 9-ї танкової бригади. Учасник оборони Москви.
З листопада 1942 року — заступник командира 2-го гвардійського механізованого корпусу. Учасник Сталінградської битви.
З 2 березня 1943 року полковник І. Ф. Кириченко — командир 29-го танкового корпусу. У складі військ 5-ї танкової армії брав участь в Курській битві, визволенні Лівобережної України, Кіровоградській і Умансько-Ботошанській наступальних операціях.
З червня 1944 року — заступник командуючого 5-ю гвардійською танковою армією на 1-му Прибалтійському фронті.
З січня 1945 року — командир 9-го танкового корпусу на 1-му Білоруському фронті. В січні 1945 року вміло керував з'єднаннями і частинами в ході Варшавсько-Познанської наступальної операції при прориві ворожої оборони на лівому березі річки Вісла, звільнення польських міст Радом, Лодзь, Каліш, Сулєхув при виході до річки Одер.
За вміле керівництво танковим корпусом і проявлені при цьому рішучість і мужність Указом Президії Верховної Ради СРСР від 6 квітня 1945 року генерал-лейтенанту танкових військ Кириченко Івану Федоровичу присвоєно звання Героя Радянського Союзу із врученням ордена Леніна і медалі «Золота Зірка» (№ 6413).
Після війни І. Ф. Кириченко продовжив службу в армії. У 1948 році він закінчив Військову академію Генерального штабу. Був командувачем бронетанковими військами Північної групи військ (Польща), Московського військового округу. З грудня 1959 — в запасі.
Жив у Москві. Помер 23 вересня 1981 року. Похований у Москві на Введенському кладовищі.

## Нагороди
Нагороджений чотирма орденами Леніна, трьома орденами Червоного Прапора, двома орденами Суворова 2-го ступеня, орденом Вітчизняної війни 1-го ступеня, медалями, іноземними орденами.